# Sara Thunebro
Sara Thunebro est une footballeuse internationale suédoise née le 26 avril 1979 à Eskilstuna. Elle évolue au poste d'arrière latéral.

## Palmarès
- Championnat de Suède : (2)

Champion en 2003 et 2004
- Coupe de Suède : (2)

Vainqueur en 2004 et 2005
- Coupe d'Allemagne : (1)

Vainqueur en 2011
Finaliste en 2012
- Ligue des champions :

Finaliste en 2012